# Ezio Roselli
Ezio Roselli  (La Spezia, Olasz Királyság, 1896. december 8. – Genova, Olaszország, 1963. január 6.) olimpiai bajnok olasz tornász.
Az első világháború után részt vett az 1920. évi nyári olimpiai játékokon Antwerpenban, mint tornász. Európai rendszerű csapat versenyben aranyérmes lett.
Az 1928. évi nyári olimpiai játékokon Amszterdamban, újra indult tornászként. Minden tornaszámban részt vett. Érmet nem nyert.
Klubcsapata a La Spezia-i Pro Italia Spezia volt.